# Milan Šteindler
Milan Šteindler (né le 12 avril 1957 à Prague) est un scénariste, acteur et réalisateur tchèque.

## Biographie
Milan Šteindler est né le 12 avril 1957 à Prague, capitale de la Tchéquie.
Il est diplômé de l'Académie tchèque des arts de la scène.
En 1971, il fonde avec David Vávra (cs) le théâtre Sklep (en) à Prague.

## Filmographie
- 2000 : Cesta z města : le garde-forestier

## Récompenses et distinctions
- 1994 : Lion tchèque du meilleur réalisateur pour son film Merci pour chaque nouveau matin[2]
- 1995 : Silver George pour son film Merci pour chaque nouveau matin au Festival international du film de Moscou[3]

## Crédit d'auteurs
- (en)/(pl) Cet article est partiellement ou en totalité issu des articles intitulés en anglais « Milan Šteindler » (voir la liste des auteurs) et en polonais « Milan Šteindler » (voir la liste des auteurs).